# I Don't Wanna Go On with You Like That
 (juin 2022).
La mise en forme du texte ne suit pas les recommandations de Wikipédia : il faut le « wikifier ».
Les points d'amélioration suivants sont les cas les plus fréquents. Le détail des points à revoir est peut-être précisé sur la page de discussion.
- Les titres sont pré-formatés par le logiciel. Ils ne sont ni en capitales, ni en gras.
- Le texte ne doit pas être écrit en capitales (les noms de famille non plus), ni en gras, ni en italique, ni en « petit »…
- Le gras n'est utilisé que pour surligner le titre de l'article dans l'introduction, une seule fois.
- L'italique est rarement utilisé : mots en langue étrangère, titres d'œuvres, noms de bateaux, etc.
- Les citations ne sont pas en italique mais en corps de texte normal. Elles sont entourées par des guillemets français : « et ».
- Les listes à puces sont à éviter, des paragraphes rédigés étant largement préférés. Les tableaux sont à réserver à la présentation de données structurées (résultats, etc.).
- Les appels de note de bas de page (petits chiffres en exposant, introduits par l'outil «  Source ») sont à placer entre la fin de phrase et le point final[comme ça].
- Les liens internes (vers d'autres articles de Wikipédia) sont à choisir avec parcimonie. Créez des liens vers des articles approfondissant le sujet. Les termes génériques sans rapport avec le sujet sont à éviter, ainsi que les répétitions de liens vers un même terme.
- Les liens externes sont à placer uniquement dans une section « Liens externes », à la fin de l'article. Ces liens sont à choisir avec parcimonie suivant les règles définies. Si un lien sert de source à l'article, son insertion dans le texte est à faire par les notes de bas de page.
- La présentation des références doit suivre les conventions bibliographiques. Il est recommandé d'utiliser les modèles {{Ouvrage}}, {{Chapitre}}, {{Article}}, {{Lien web}} et/ou {{Bibliographie}}. Le mode d'édition visuel peut mettre en forme automatiquement les références.
- Insérer une infobox (cadre d'informations à droite) n'est pas obligatoire pour parachever la mise en page.

Pour une aide détaillée, merci de consulter Aide:Wikification.
Si vous pensez que ces points ont été résolus, vous pouvez retirer ce bandeau et améliorer la mise en forme d'un autre article.
 
"I Don't Wanna Go On with You Like That" est une chanson du 21e album studio du chanteur anglais Elton John, Reg Strikes Back (1988). C'est la première chanson publiée de l'album, ce qui en fait son premier single. Le morceau a été composé par Elton John, les paroles sont réalisées par Bernie Taupin.
Lors des concerts, Elton John et son groupe ont souvent modifié les arrangements de l'introduction du morceau, car ils jouaient les mêmes chansons très régulièrement dans le cadre de la tournée de l'album, le Sleeping with the Past Tour. Il en est de même pour le reste des années 1990, avant un retrait de la chanson des playlists en 2000 : en effet, c'est lors du One Night Only Concert au Madison Square Garden que la chanson a été jouée et chantée pour la dernière fois,.

## Autres versions de la chanson
Un remix plus long de la chanson réalisé par Shep Pettibone est sorti sur vinyle à la suite de la sortie officielle du single. Ce remix apparaît dans la compilation CD "To Be Continued..." sorti en 1990. 
Une autre version de la chanson propose simplement la voix d'Elton et les sons de son piano, dans autre musique d'accompagnement. Elle apparait pour la première fois dans la version rééditée de l'album Reg Strikes Back en 1999 sous le nom de remix "Just Elton And His Piano".

## Position et durée dans les albums
Vinyle 7 pouces
1. "I Don't Wanna Go On with You Like That" - 4:32
2. "Rope Around a Fool" - 3:46

Vinyle 12 pouces
1. "I Don't Wanna Go On with You Like That" (Shep Pettibone 12-inch Mix) - 7:20
2. "I Don't Wanna Go On with You Like That" - 4:32
3. "Rope Around a Fool" - 3:46

Maxi CD
1. "I Don't Wanna Go On with You Like That" - 4:33
2. "Rope Around a Fool" - 3:48
3. "I Don't Wanna Go On with You Like That" (Shep Pettibone 12-inch Mix) - 7:16

CD radio
1. "I Don't Wanna Go On with You Like That" (Shep Pettibone 12-inch Mix) - 7:20
2. "I Don't Wanna Go On with You Like That" (Just Elton And His Piano Mix) - 4:50
3. "I Don't Wanna Go On with You Like That" (The Pub Dub) - 5:18

CD Single US
1. "I Don't Wanna Go On with You Like That" - 3:57
2. "I Don't Wanna Go On with You Like That" (12-inch Radio Edit) - 4:11

## Musiciens
- Elton John - Piano numérique Roland RD-1000, chant
- Fred Mandel - synthétiseurs
- Davey Johnstone - guitare acoustique, chœurs
- David Paton – basse
- Charlie Morgan – batterie
- Dee Murray - chœurs
- Nigel Olsson - chœurs

## Position dans les charts
À sa sortie en 1988, la chanson a atteint la 30e place du UK Singles Chart, et a culminé à la deuxième place du Billboard Hot 100 américain en août 1988, devenant le morceau le mieux noté d'Elton John dans les années 1980 aux États-Unis. La chanson est devenue numéro un du Hot Adult Contemporary Tracks de Billboard. C'est alors la huitième fois qu'une chanson d'Elton John atteint cette position. Au Canada, le single a culminé au sommet du classement des 100 meilleurs singles du magazine RPM pendant trois semaines, ce qui en fait le 13e single d'Elton John à avoir atteint cette position.
| Chart (1988)                                         | Position la plus haute |
| ---------------------------------------------------- | ---------------------- |
| Australie (ARIA)                                     | 24                     |
| Autriche (Ö3 Austria Top 40)                         | 6                      |
| Canada Top Singles (RPM)                             | 1                      |
| Canada Hot Adult Contemporary Tracks (Billboard)     | 2                      |
| Europe (Eurochart Hot 100)                           | 30                     |
| France (SNEP)                                        | 19                     |
| Irlande (IRMA)                                       | 25                     |
| Nouvelle-Zélande (Recorded Music NZ)                 | 21                     |
| Afrique du Sud (Springbok Radio)                     | 27                     |
| Suisse (Schweizer Hitparade)                         | 10                     |
| Royaume-Uni Singles (OCC)                            | 30                     |
| États-Unis (Billboard Hot 100)                       | 2                      |
| États-Unis Hot Adult Contemporary Tracks (Billboard) | 1                      |
| États-Unis Hot Dance Club Songs (Billboard)          | 7                      |
| États-Unis Dance Singles Sales (Billboard)           | 15                     |
| États-Unis Mainstream Rock Tracks (Billboard)        | 13                     |
| Allemagne de l'Ouest (Official German Charts)        | 22                     |

| Charts (1988)                                        | Position la plus haute |
| ---------------------------------------------------- | ---------------------- |
| Autriche (Ö3 Austria Top 40)                         | 26                     |
| Canada Top Singles (RPM)                             | 22                     |
| Europe (Eurochart Hot 100)                           | 79                     |
| États-Unis (Billboard Hot 100)                       | 43                     |
| États-Unis Hot Adult Contemporary Tracks (Billboard) | 9                      |
| Allemagne de l'Ouest (Official German Charts)        | 72                     |